# The Ivory Game
The Ivory Game (no Brasil, O Extermínio de Marfim) é um filme-documentário estadunidense de 2016 dirigido por Kief Davidson e Richard Ladkani. Trata sobre o comércio do marfim, que se tornou preocupação global, devido à ação abusiva de caçadores furtivos. Estreou no Festival Internacional de Cinema de Toronto em 16 de setembro e, em seguida, distribuído pela Netflix em 4 de novembro.